# Winnipesaukee
De Winnipesaukee is een 17 km lange rivier in de Amerikaanse staat New Hampshire die Lake Winnipesaukee verbindt met de rivier Pemigewasset, waarna zij beiden opgaan in de Merrimack.
- Library of Congress Control Number: sh97006813
- Nationale Bibliotheek van Israël: 987007544424505171
- Virtual International Authority File: 315528288